# ساوثرن ایر
ساوثرن ایر (به انگلیسی: Southern Air) یک شرکت هواپیمایی با کد یاتا 9S است که در ۵ مارس ۱۹۹۹ میلادی تأسیس شده و در ۱ نوامبر ۱۹۹۹ فعالیتش را آغاز کرده‌است. دفتر مرکزی ساوثرن ایر در فلورنس، کنتاکی واقع شده‌است و قطب این شرکت هواپیمایی در فرودگاه بین‌المللی سینسیناتی/کنتاکی شمالی قرار دارد.

## نگارخانه

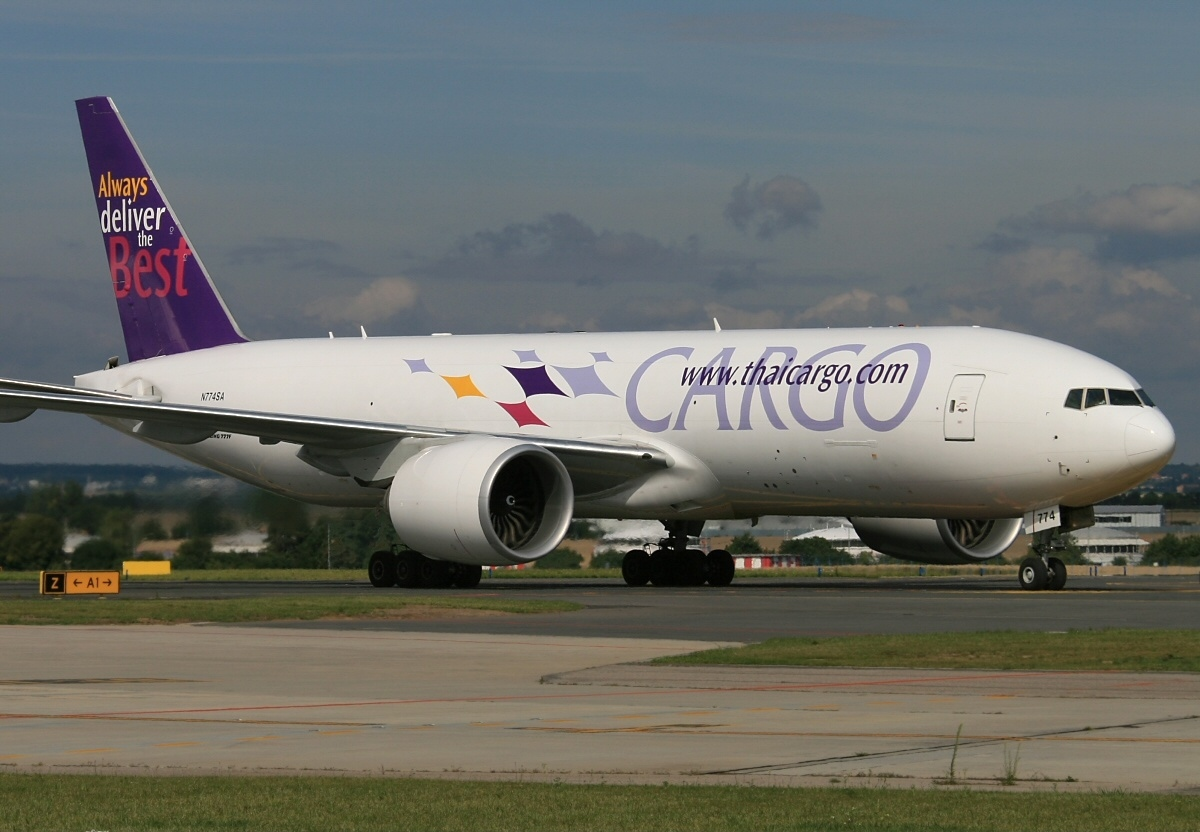
بوئینگ ۷۷۷ ساوثرن ایر که برای تای ایرویز اینترنشنال استفاده می‌شود
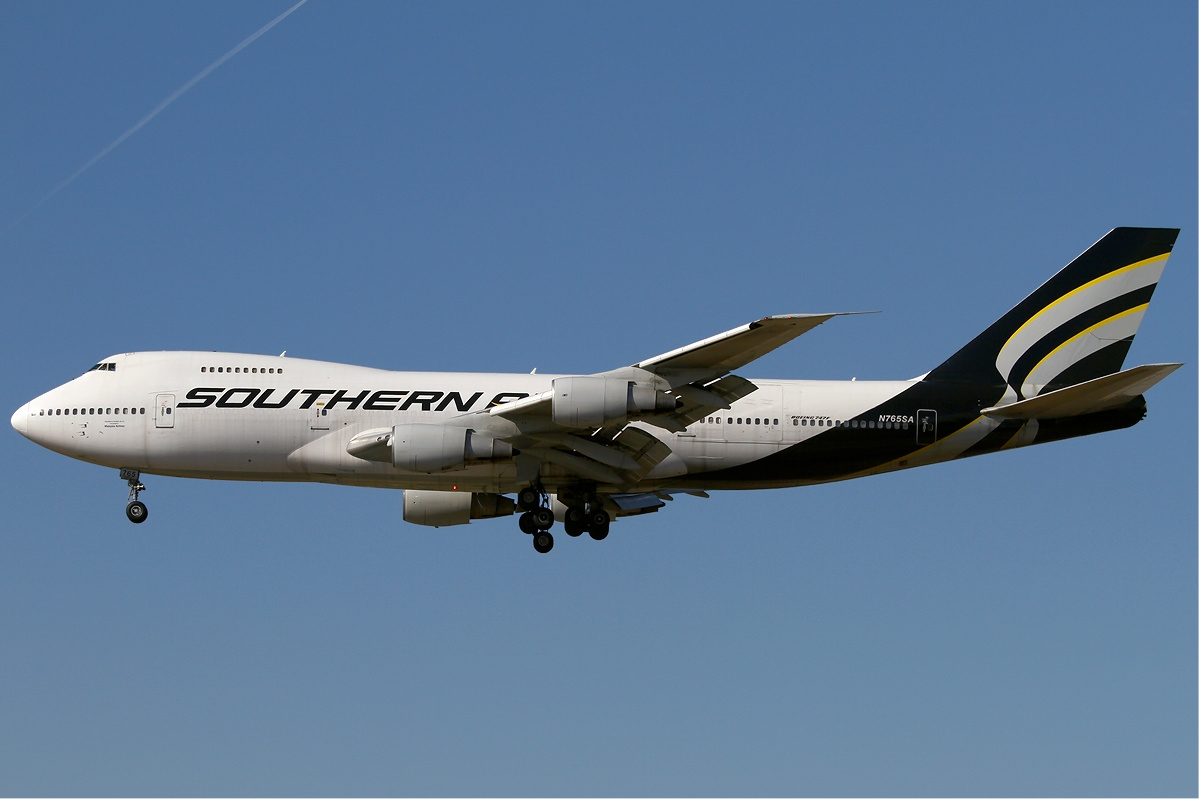
بویینگ ۷۴۷-۲۰۰ ساوثرن ایر
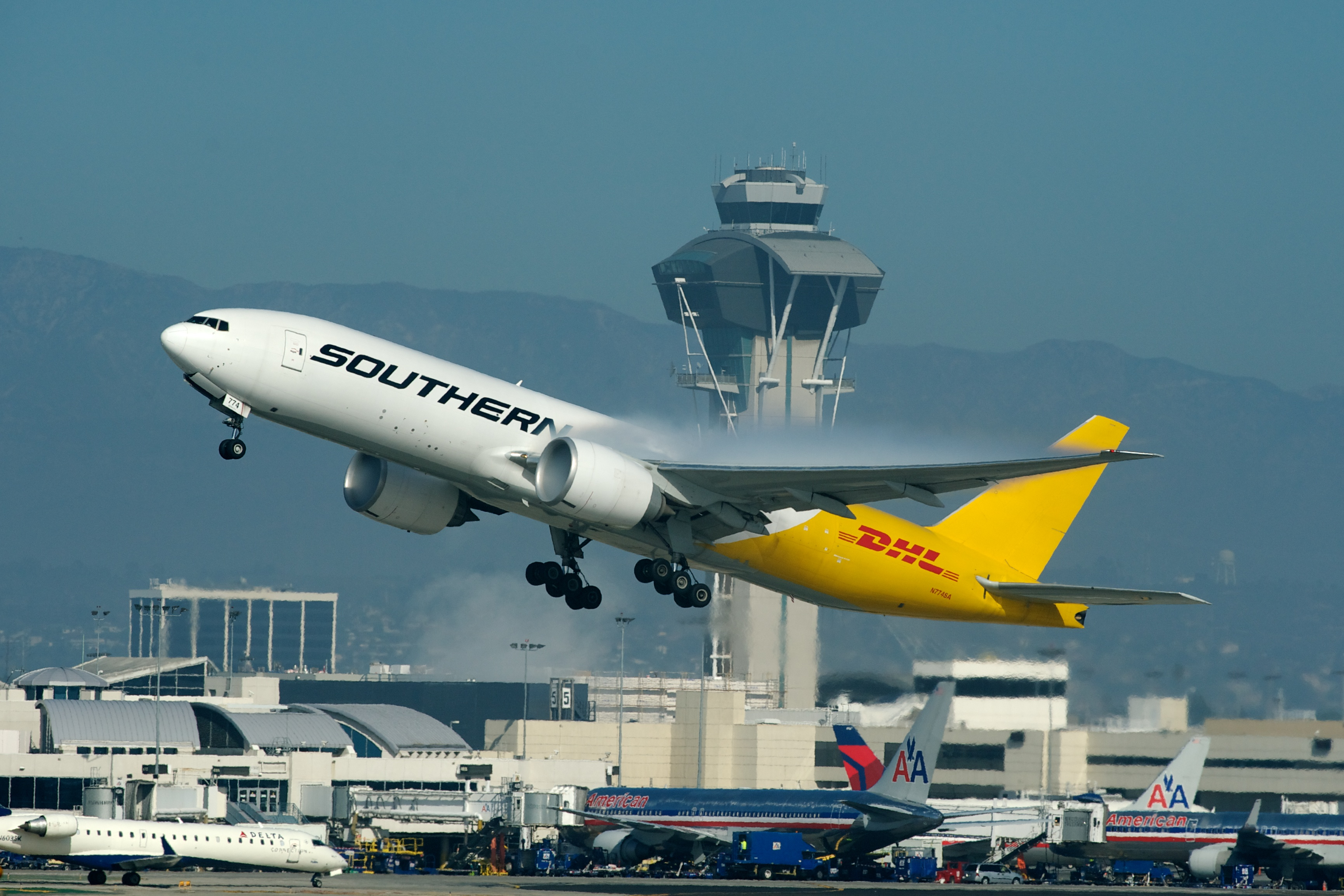
بوئینگ ۷۷۷ ساوثرن ایر (برای دی‌اچ‌ال استفاده می‌شود)